# Ванесса Аморос
Ване́сса Аморо́с (ісп. Vanessa Amorós Quiles; нар. 7 грудня 1982, Ельче, Аліканте, Валенсія, Іспанія) — іспанська гандболістка, олімпійська медалістка.

## Виступи на Олімпіадах
| Олімпіада   | Дисципліна | Місце |
| ----------- | ---------- | ----- |
| Афіни 2004  | гандбол    | 6     |
| Лондон 2012 | гандбол    | 3     |